# ملعب الميناء الشمالي
ملعب الميناء الشمالي هو ملعب متعدد الاستخدام يقع في مدينة أوكلاند النيوزيلندية . غالبا ما يتم استخدامه لمباريات كرة القدم . يسع الملعب لجلوس 25 ألف متفرج . يعتبر الملعب الرسمي الذي يخوض فيه نادي نيوزيلندا نايتس مبارياته . تم افتتاح الملعب في 8 مارس 1997.